# Dinofelis
Dinofelis is een geslacht van grote uitgestorven sabeltandkatten dat tijdens het Plioceen en Pleistoceen (5 tot 1,5 miljoen jaar geleden) leefde in Europa, Azië, Afrika en Noord-Amerika.
Dinofelis behoort tot een groep sabeltandkatten zonder echte sabeltanden. In plaats daarvan had Dinofelis tanden die een kruising waren tussen lange, platte sabeltanden en de kegelvormige tanden van de huidige katten.
Dinofelis had de bouw van de huidige jaguar, maar was een stuk groter. Vanwege zijn bouw denkt men dat Dinofelis in beboste gebieden leefde. Hier kon Dinofelis vanuit een hinderlaag jagen, omdat hij te zwaar was om een goede sprinter te kunnen zijn. Een beboste omgeving betekent ook dat de vacht van Dinofelis waarschijnlijk gevlekt of gestreept was ter camouflage.
In Zuid-Afrika zijn bewijzen gevonden dat Dinofelis jaagde op antilopen, runderen en bavianen. Uit dit laatste feit trekken sommige wetenschappers de conclusie dat Dinofelis waarschijnlijk ook op vroege mensachtigen jaagde.

## Taxonomie
Een lijst met soorten die momenteel in het geslacht worden geaccepteerd:
- Dinofelis aronoki: Het leefde tijdens het Villafranchian en Biharian in Kenia en Ethiopië. Onlangs afgesplitst van Dinofelis barlowi, is het de grootste bekende soort van Dinofelis.
- Dinofelis barlowi: Hij leefde van het Laat-Plioceen tot het Vroeg-Pleistoceen, geografisch gezien in Europa, Noord-Amerika en Azië, maar vooral in Afrika. Hij was zeventig centimeter hoog, waarschijnlijk de kleinste soort van Dinofelis.
- Dinofelis cristata: Deze soort, bekend uit China, komt vooral overeen met het geslacht Panthera in zijn schedel en met name de morfologie van de hond, wat duidt op meer pantherine-achtig jachtgedrag dan andere machairodonten (inclusief Dinofelis abeli).
- Dinofelis darti: Deze soort leefde in Zuid-Afrika tijdens het Villafranchian.
- Dinofelis diastemata: Deze soort is bekend uit het Vroeg-Plioceen van Europa.
- Dinofelis paleoonca Meade (1945): Zijn typelocatie is Meade's Quarry 11, die zich in een Blancan terrestrische horizon in de Blancoformatie van Texas bevindt. Het werd opnieuw gecombineerd als Dinofelis palaeoonca door Kurten (1972), Hemmer (1973), Dalquest (1975), Kurten en Anderson (1980), Schultz (1990) en Werdelin en Lewis (2001).
- Dinofelis petteri: Bekend uit het Plioceen van Oost-Afrika.
- Dinofelis piveteaui: De laatst bekende soort van Dinofelis, leefde in Zuid-Afrika tijdens het Vroeg-Pleistoceen. Deze soort heeft de meest uitgesproken sabeltandaanpassingen van het geslacht.
- Dinofelis sp. 'Langebaanweg'.
- Dinofelis sp. 'Lothagam'.